# Paragorgopis argyrata
Paragorgopis argyrata är en tvåvingeart som beskrevs av Friedrich Georg Hendel 1914. Paragorgopis argyrata ingår i släktet Paragorgopis och familjen fläckflugor.
Artens utbredningsområde är Peru. Inga underarter finns listade i Catalogue of Life.